# 江馬時政
江馬 時政（えま ときまさ）は、安土桃山時代の武将。

## 略歴
江馬氏は桓武平氏・経盛流を称する飛騨国の国人勢力であり、飛騨北部に覇を唱えていた。
天正10年（1582年）、父の江馬輝盛が八日町の戦いで三木自綱や小島時光に敗死すると、姉小路氏の攻勢の前に江馬氏は一気に勢力を失い、時政は越中国に逃れた（越前大野を領していた金森長近を頼ったとも）。
天正13年（1585年）に金森長近率いる飛騨侵攻軍に加わり、戦功を挙げた。この戦いで父の仇の姉小路氏は滅び、江馬氏の旧領も長近軍の手に落ちたが、時政に江馬氏旧領が与えられることはなかった。これに不満を持った時政は、後に鍋山右近大夫や広瀬宗直、三木国綱らと共に兵を挙げた（三沢の乱）が、鎮圧され自害した。